# Cromlec d'Eteneta

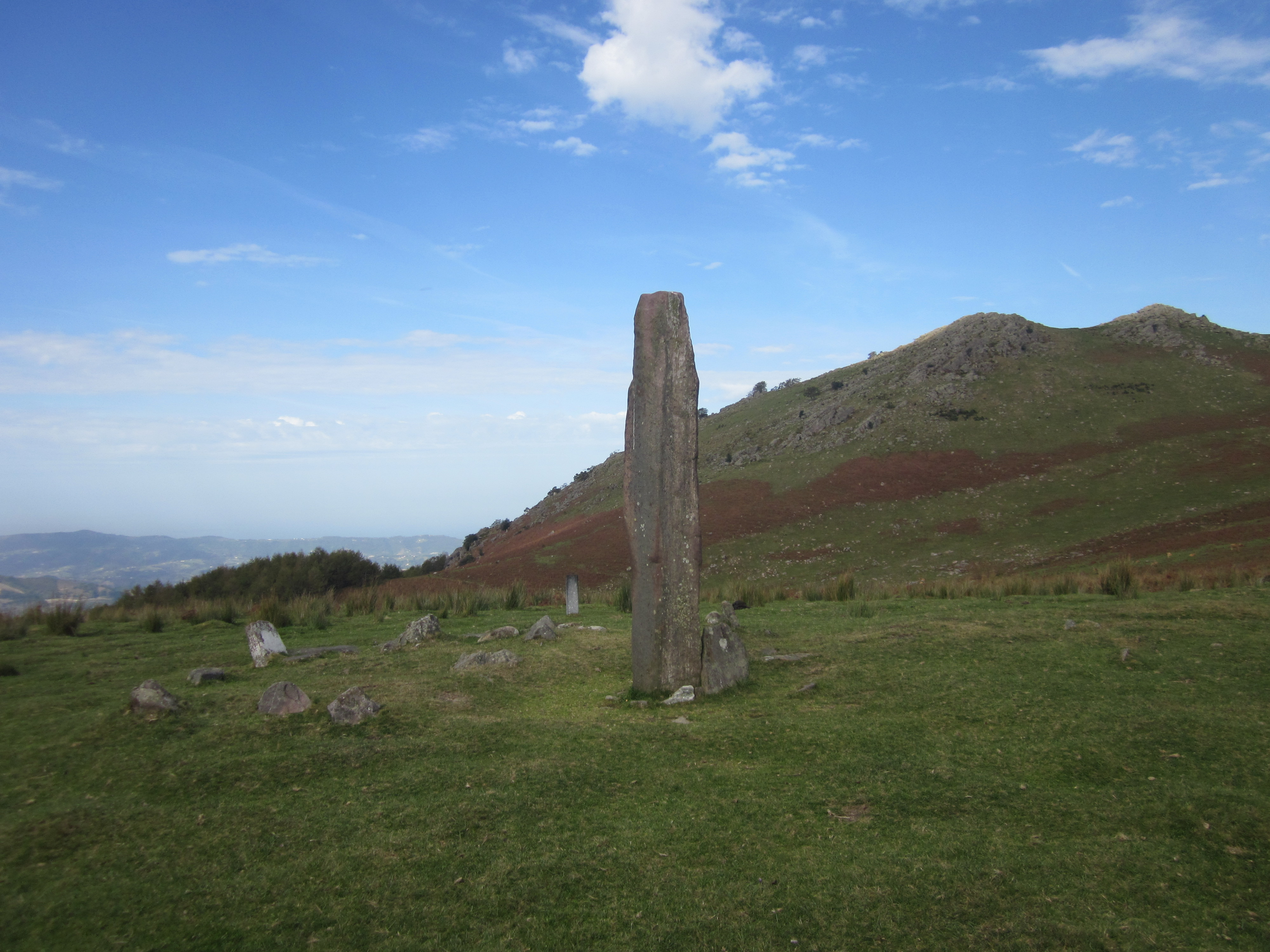
Menhir d'Eteneta amb la muntanya Adarra darrere

Els cromlech d'Eteneta és un conjunt prehistòric destacable entre els molts jaciments trobats a la muntanya Adarra.

## Ubicació
Es troba en un ampli serral entre les muntanyes Adarra i Oindo, al sud de la primera. El seu terme municipal pertany a Urnieta, a Euskadi.
És a 704 m sobre el nivell del mar. Les coordenades en són: longitud 01º 57´50´´; latitud 43º 12´01´´

## Accés
L'accés més fàcil i directe al jaciment es fa seguint el camí que envolta per l'oest la muntanya Adarra a partir del rierol Mantale i s'arriba fins al mateix serral d'Eteneta, on hi ha el monument.
També és accessible pel cromlec d'Elurzulo, o pujant al cim de l'Adarra i després baixant cap al serral al qual ens dirigim, des d'on es veu el monument.

## Descripció
És un conjunt arqueològic compost per 2 cromlecs i un menhir que pertany a un d'aquells.

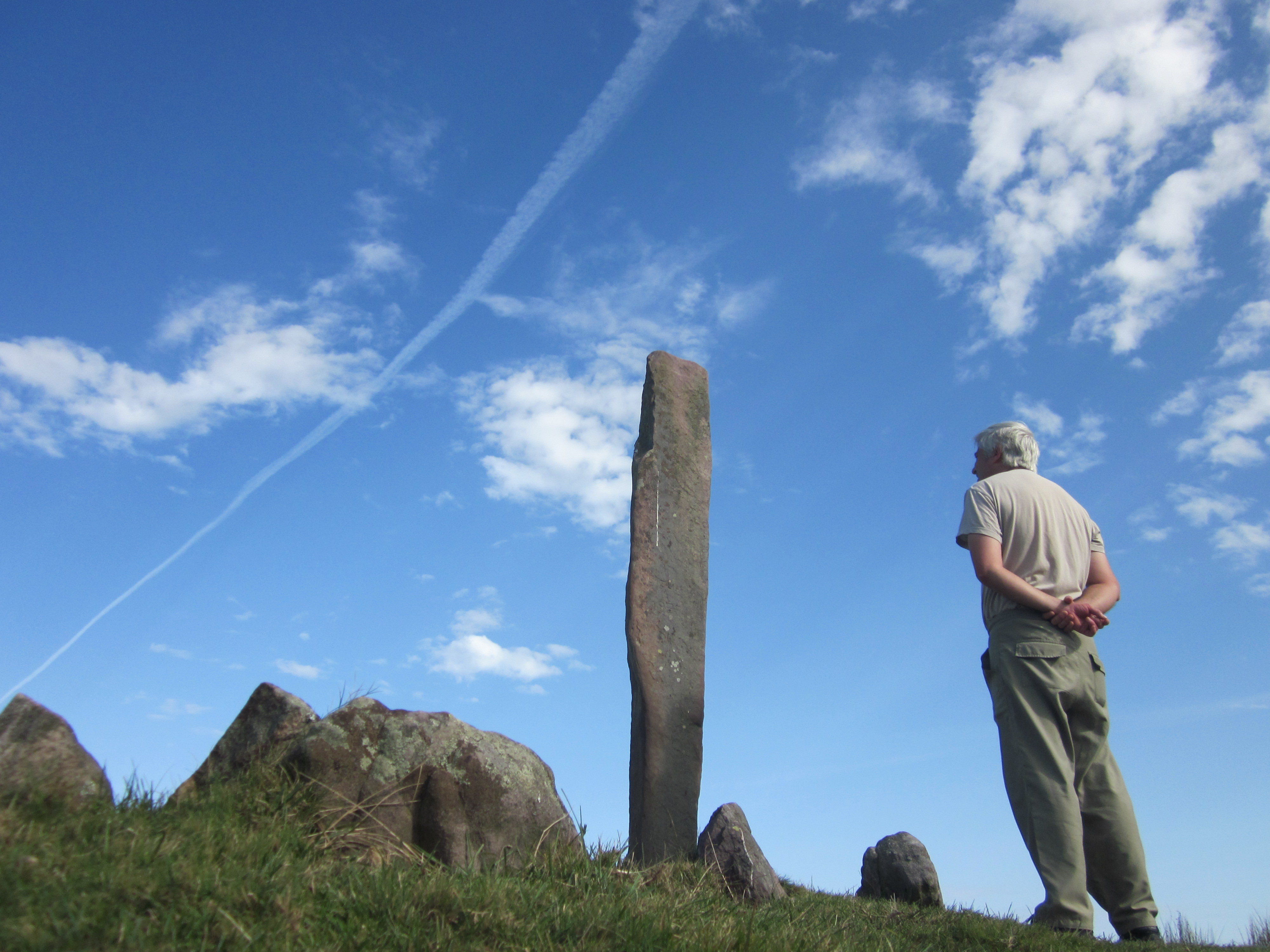
Menhir de gran alçada a Eteneta

El cromlech més gran té 4,50 m de diàmetre i inclou molts testimonis d'una alçada màxima de 0,45 m, encara que un d'ells correspon a l'anomenat "menhir d'Eteneta" amb més de 2 m d'altura, a què cal afegir un metre més enterrat sota terra.
L'altre cromlec té 2,70 m de diàmetre i es compon de 24 testimonis que no superen els 0,37 m d'alçada.
El material emprat es el Gres del terreny.

## Història
Daten de l'edat de ferro.
Luis Peña Basurto descobrí al 1951 els dos cromlecs mentre que el monòlit o menhir gran fou descobert per J. Peña i K. Mariezkurrena el 1978: el trobaren estés al terra cobert d'herba, i el posaren en vertical posteriorment.

## Enllaços externs

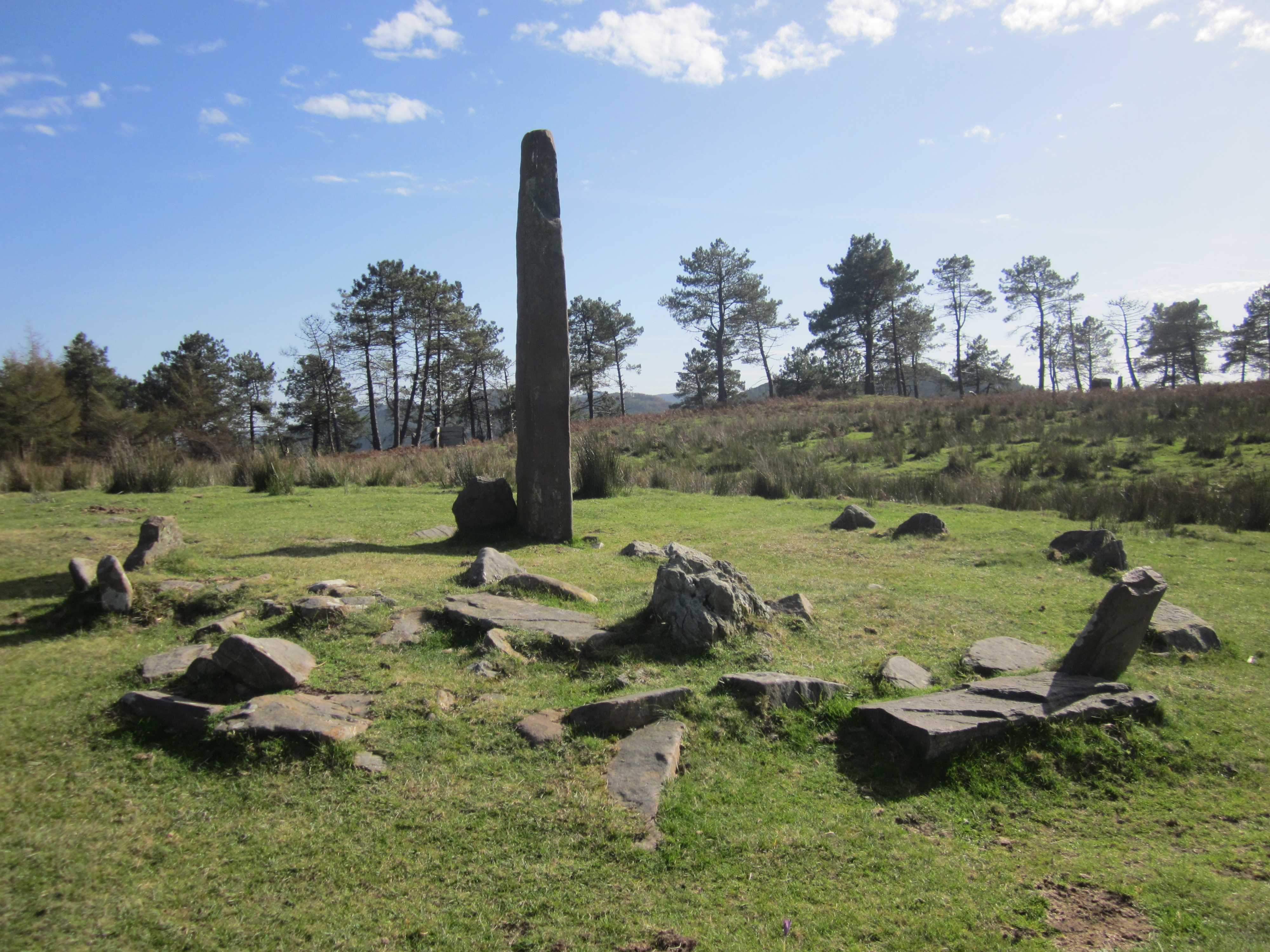
Conjunt prehistòric d'Eteneta